# Juwayn
Juwayn (in persiano ﺟﻮﻳﻦ‎, Joveyn, scritta anche Gūyān), è il nome di un'antica città persiana, lungo la strada carovaniera che da Bisṭām arrivava a Nīshāpūr.
La regione in cui essa sorgeva era fortemente abitata nella sua parte settentrionale, mentre quella meridionale era praticamente spopolata.
Tra le varie personalità che vi nacquero o che in essa andarono a risiedere, si possono ricordare il viaggiatore Abū Mūsā ʿImrān b. al-ʿAbbās b. Muḥammad al-Juwaynī al-Nīsābūrī (m. 935), il giurista Abū Muḥammad ʿAbd Allāh b. Yūsuf al-Juwaynī (m. 1042/3), suo figlio, il celeberrimo giurista e teologo ʿAbd al-Malik b. Yūsuf al-Juwaynī, detto Imām al-Ḥaramayn (m. a Nīshāpūr nel Rabīʿ II del 478E., corrispondente al luglio-agosto 1085), e il governatore di Baghdad per conto di Hulegu e Abaqa, 'Ata Malik Juwaini.